# 305
سنة 305 م (بالأرقام الرومانية: CCCV) كانت سنة بسيطة تبدأ يوم الإثنين (الرابط يظهر نموذج الجدول الزمني الكامل للسنة) من التقويم اليولياني. بدأت تسمية السنة ب305 منذ العصور الوسطى المبكرة، عندما أصبح تقويم أنو دوميني هو الأسلوب السائد في أوروبا لتسمية السنوات.

## مواليد
- بريسكوس الإبيري
- داماسوس الأول
- كعب بن لؤي

## وفيات
- فرفوريوس الصوري فيلسوف من صور
- كاترين الإسكندرانية